# Tasmanhavet

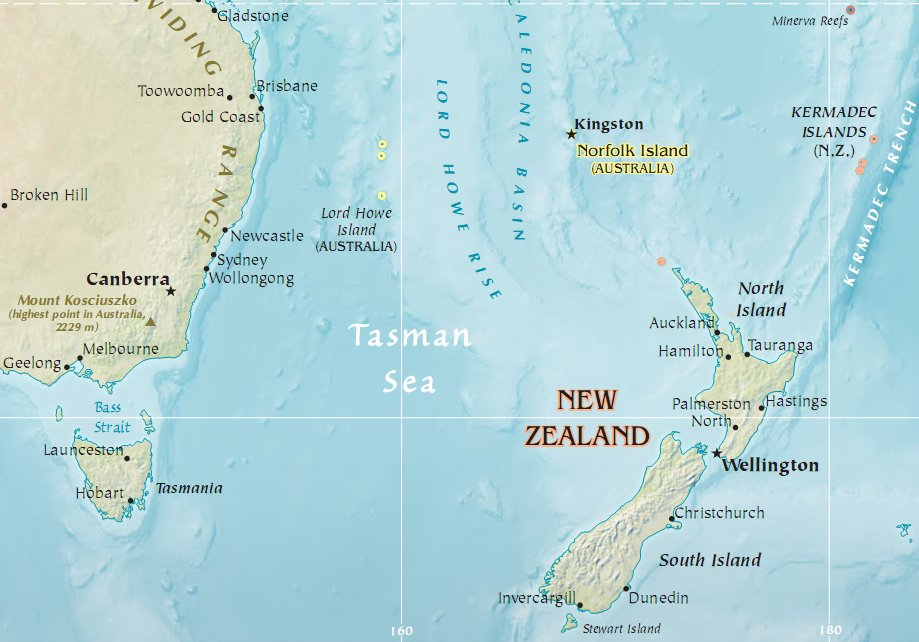
Karta över Tasmanhavet.

Tasmanhavet (engelska: Tasman Sea) är randhavet mellan Australien och Nya Zeeland. Avståndet mellan kusterna är runt 2000 kilometer. Havet är uppkallat efter den nederländske upptäcktsresanden Abel Tasman.
Havet kallas i såväl Australien som Nya Zeeland för the Ditch ("diket"). Till exempel innebär crossing the ditch ("korsa diket") att resa mellan Australien och Nya Zeeland, att likna vid engelskans across the pond ("korsa dammen") för en jämförelse mellan områdena väster respektive öster om Atlanten (ofta i brittisk engelska om USA, i amerikansk engelska om Europa). På māorispråket kallas havet Te Tai-o-Rehua.